# 1756

## Esdeveniments
Països Catalans
- 18 d'abril - Menorca: tropes franceses manades pel duc de Richelieu desembarquen a l'illa, derroten la guarnició anglesa i l'ocupen en pocs dies (guerra dels Set Anys).
- Juliol - Berga: Es construeix l'àliga de la Patum, la més antiga de Catalunya.

Resta del món
- 16 de gener - Westminster (Londres): el Regne d'Anglaterra i Prússia firmen el Tractat de Westminster que evitava que els enemics d'Anglaterra passessin per Prússia i que aquesta encapçalés les batalles a Europa de la Guerra dels Set Anys mentre Anglaterra se centrava a la Guerra Franco-Índia.
- 27 de març - Rome (Nova York), (EUA): l'exèrcit francès i els seus aliats indis ataquen als britànics en la batalla de Fort Bull durant la Guerra Franco-Índia i acaben incendiant i saquejant el fort.
- 1 de maig - Versalles (Yvelines, Illa de França, França): França i Àustria hi signen el tractat de Versalles de 1756, que els fa aliats en la guerra dels Set Anys com a resposta al Tractat de Westminster que havien signat Prússia i Anglaterra.[1]
- 15 de maig - Anglaterra declara la guerra a França. S'inicia la Guerra dels Set Anys.[2]
- 8 d'agost - Kittanning (Pennsilvanià, EUA): els colons europeus destrueixen el poblat amerindi de Kittanning durant la batalla de Kittanning en el curs de la Guerra Franco-Índia.
- 27 d'agost - Oswego (Nova York) (EUA): els francesos vencen en la batalla de Fort Oswego durant la Guerra Franco-Índia.

## Naixements
Països Catalans
- 1 d'octubre - Barcelona: Francesc Santponç i Roca, metge i inventor català (m. 1821).[3]

Resta del món
- 27 de gener, Salzburg: Wolfgang Amadeus Mozart, un dels millors músics i compositors de la història.
- 24 de març, Mannheimː Francesca Lebrun, soprano i compositora alemanya (m. 1791).[4]
- 12 de maig, Oneglia: Maria Pellegrina Amoretti, jurista, doctora en lleis, tercera dona a llicenciar-se a Itàlia (m. 1787).[5]
- 27 de maig, Schwetzingen: Maximilià I Josep de Baviera, primer rei de Baviera (m. 1825)[6]
- 22 de juliol, Fontette: Jeanne de Valois-Saint-Rémy, aventurera francesa, cèlebre per la seva participació en l'assumpte del collar.[7]
- 21 d'octubre, Nuremberg: Philippine Engelhard, intel·lectual i poeta alemanya del grup Universitätsmamsellen (m. 1831).[8]
- Cambridgeshire, Anglaterra: William Godwin, escriptor anglès.
- Possible any de naixement a Astarabad d'Ali Kuli Khan Qadjar

## Necrològiques
Països Catalans
- 30 d'abril - Barcelona: Bernat Tria, compositor i sacerdot català.[9]

Resta del món
- 27 de juliol - París: Marie Sallé, ballarina i coreògrafa francesa (n. 1709).[10]